# Expo 1888
L'Esposizione universale del 1888 è stata una fiera che si svolse nella città di Barcellona dall'8 aprile al 9 dicembre del 1888 e vide la partecipazione di 400.000 visitatori provenienti da tutto il mondo.
L'inaugurazione ufficiale avvenne il 20 maggio 1888 e venne presieduta da Alfonso XIII (che all'epoca aveva solo due anni), dalla Regina Reggente Maria Cristina d'Asburgo-Teschen, dalla principessa delle Asturie Maria de las Mercedes, dall'Infanta Maria Teresa, dal Presidente del Consiglio Práxedes Mateo Sagasta e dal sindaco di Barcellona Francisco de Paula Rius y Taulet.

## Contesto storico

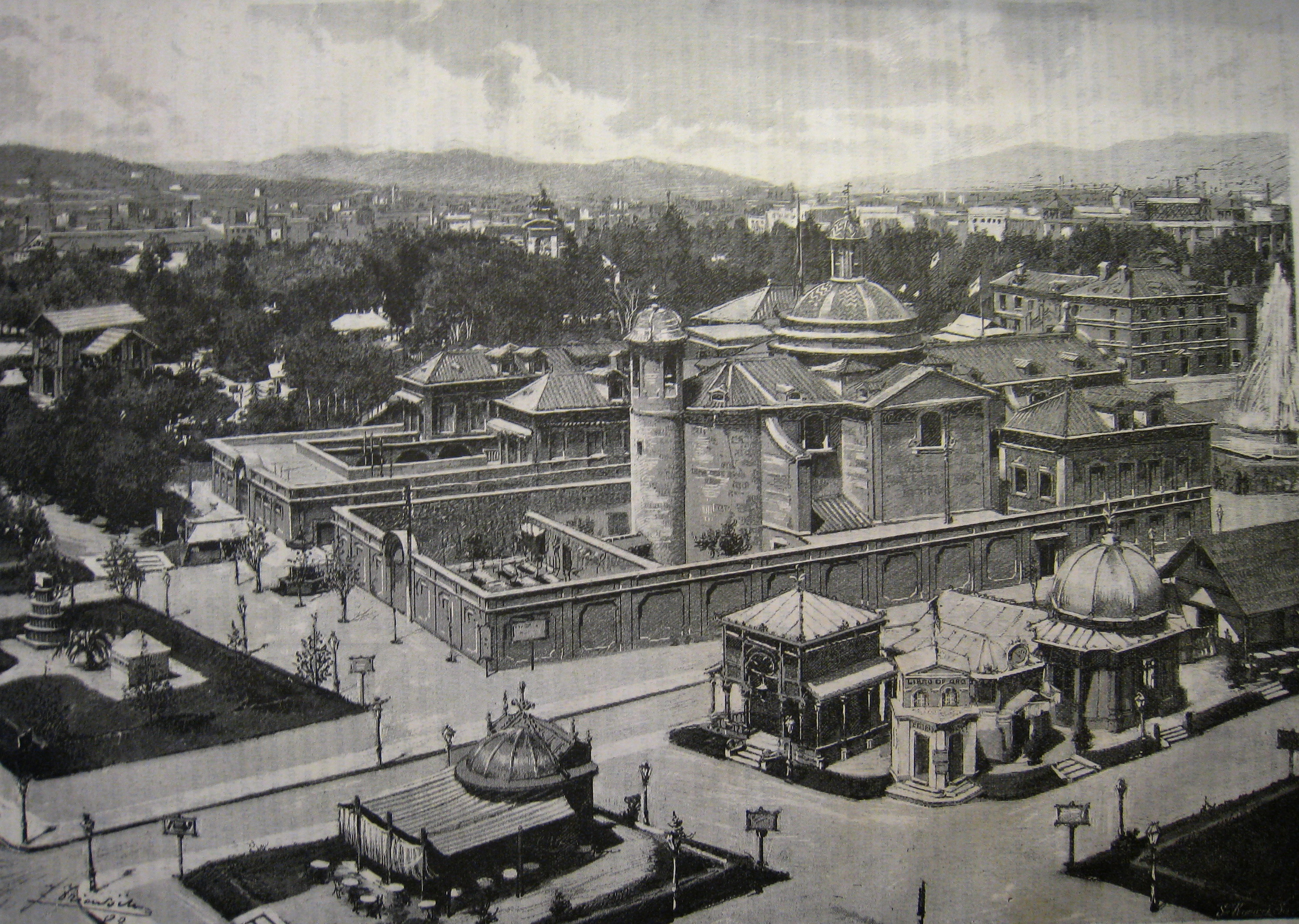
Veduta dei padiglioni del Parc de la Ciutadella

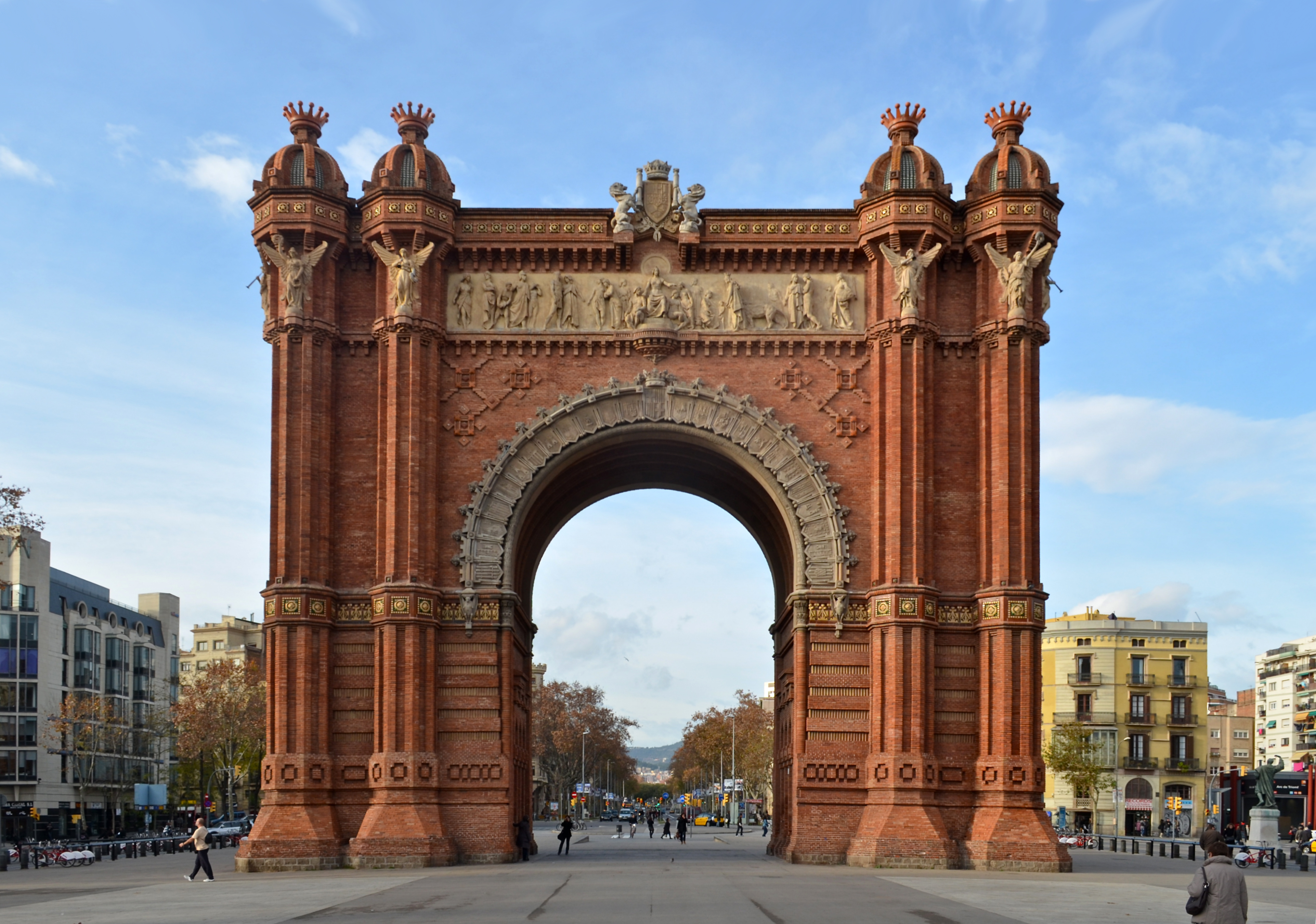
LArc de Triomf, ingresso al sito dell'Esposizione

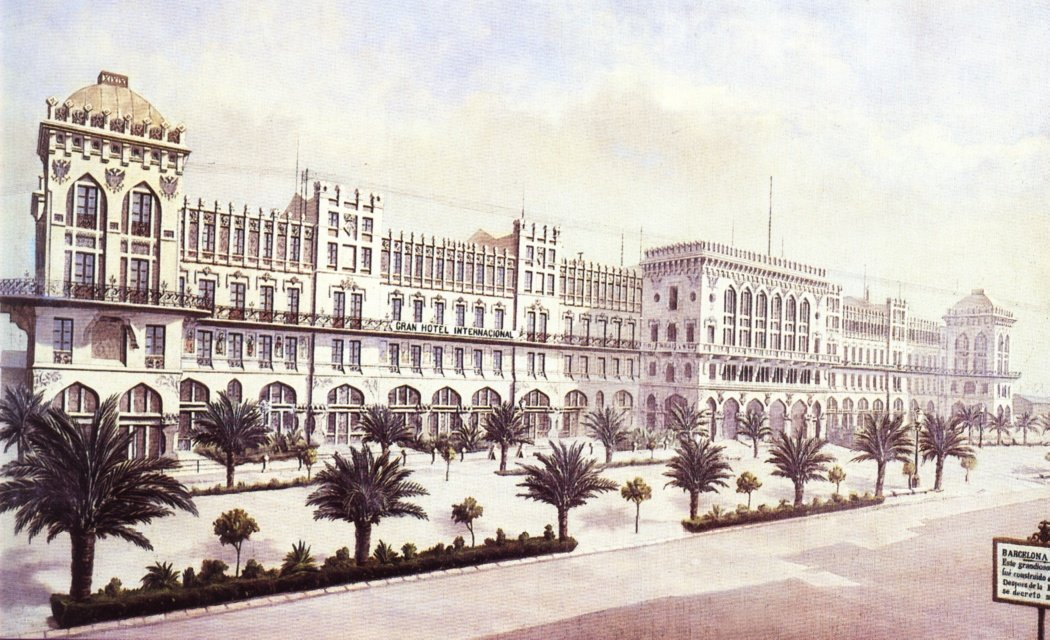
Gran Hotel Internacional

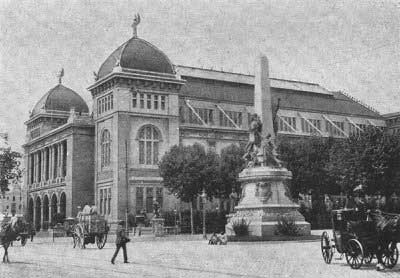
Palau de Belles Arts

Nel 1888 Barcellona aveva 530.000 abitanti circa ed era la seconda città della Spagna ma il primo centro industriale. Si ritiene che l'organizzazione dell'Esposizione universale fosse il riflesso delle buone relazioni che intercorrevano tra la restaurata monarchia e la borghesia industriale catalana, che aveva sostenuto la Corona alla ricerca di una pace favorevole allo sviluppo economico.
Le Esposizioni universali (la prima si era svolta a Londra nel 1851) erano considerate fra i maggiori eventi politici, economici e sociali del mondo, in cui ogni paese esponeva i suoi progressi tecnologici e faceva sfoggio delle sue potenzialità economiche ed industriali. Organizzare una mostra era quindi un'occasione di sviluppo per la città ospitante e di grande prestigio internazionale.

## I promotori dell'Esposizione
L'idea di organizzare un'Esposizione Universale a Barcellona venne inizialmente all'imprenditore galiziano Eugenio Serrano de Casanova. Il progetto piacque al sindaco Francesc Rius, che decise di farsene carico circondandosi di un gruppo di uomini d'affari barcellonesi, con i quali formò il Comité de los Ocho. Tra i partecipanti al comitato figuravano fra gli altri Elies Rogent, Lluís Rouvière, Manuel Girona i Agrafel, Manuel Duran i Bas, Josep Ferrer i Vidal, Claudio López Bru e Carles Pirozzini.

## Il sito dell'Esposizione
La mostra venne allestita su una superficie di circa 380.000 metri quadrati che comprendeva la zona dell'Arc de Triomf (che fungeva da ingresso dell'Esposizione), del Parc de la Ciutadella, del giardino zoologico e parte dell'attuale Estació de França fino al luogo dove si trova oggi l'Hospital del Mar a Barceloneta.
La ristrutturazione del Parco della Cittadella, dove si svolse gran parte della mostra, venne affidata a Josep Fontserè i Mestre che poté contare sulla collaborazione di Antoni Gaudí, in particolare nella Gran Cascada alla quale collaborarono altri scultori come Rossend Nobas (ne "La Quadriga dell'Aurora") e Venanci Vallmitjana (ne "La Nascita di Venere"). Inoltre si riutilizzarono alcuni edifici dell'antica cittadella militare, come la cappella, il palazzo del governatore e l'arsenale, l'attuale sede del Parlamento della Catalogna.
Un quarto del parco era occupato da edifici progettati dai principali architetti del tempo, essendo l'Esposizione un terreno di sperimentazione per l'architettura modernista che iniziava a fiorire in città. L'edificio più importante era il Palazzo dell'Industria, progettato da Jaume Gustà e ampio 70.000 metri quadrati, che occupava lo spazio oggi occupato dallo zoo di Barcellona.
La maggior parte degli edifici dell'Esposizione è oggi scomparsa, ad eccezione dell'Arc de Triomf costruito da Josep Vilaseca, del Castell dels Tres Dragons (che fungeva da bar-ristorante della mostra, mentre oggi è la sede del Museo di Zoologia) di Lluís Domènech i Montaner, del Museo di Geologia di Antoni Rovira i Trias.
Un aneddoto dell'Esposizione riguarda l'ingegnere francese Gustave Eiffel che presentò agli organizzatori dell'Esposizione il progetto per costruire la torre Eiffel, ma ai responsabili del comune di Barcellona sembrò una costruzione costosa e strana e preferirono costruire l'attuale Arc de Triomf, di stile più classico. In seguito al rifiuto del concistoro barcellonese, Eiffel presentò il progetto ai responsabili dell'Esposizione universale di Parigi che si sarebbe tenuta l'anno successivo, i quali accettarono di costruire la torre, anche se in linea di principio, si sarebbe dovuto smontarla alla fine dell'esposizione.

## Miglioramenti urbanistici
Sebbene l'attività della mostra di svolsero soprattutto all'interno del quartiere fieristico, l'Esposizione contribuì al miglioramento generale della città. L'occasione della mostra incentivò il completamento dei lavori rimasti incompiuti e fu motore della realizzazione di nuove infrastrutture e servizi destinate a migliorare la vita dei cittadini e a sfoggiare un'immagine di modernità agli occhi dei visitatori.
Alcune delle innovazioni urbanistiche realizzate per l'Esposizione furono:
- l'urbanizzazione del Parco della Cittadella che, alla fine dell'Expo, si è trasformato nel più grande parco cittadino;
- il completamento del lungomare tra il parco e Las Ramblas, grazie alla costruzione del Passeig de Colom e di un nuovo molo: l'attuale Moll de la Fusta;
- la costruzione del Hotel Internacional su un terreno guadagnato al mare di fronte alla Capitaneria Generale. L'hotel, progettato da Lluís Domènech i Montaner, venne costruito nel tempo record di 69 giorni e aveva tre piani e la capacità di ospitare 2.000 visitatori. Venne demolito dopo la fine della mostra;
- la costruzione del Palau de Belles Arts, opera di August Font i Carreras, dove si svolse l'inaugurazione ufficiale della mostra alla presenza della famiglia reale;
- la costruzione del Palazzo di Giustizia, opera di Enric Sagnier e Josep Domènech i Estapà;
- la costruzione del monumento a Cristoforo Colombo nella Plaza Portal de la Pau, punto di congiunzione del Passeig de Colom e de Las Ramblas;
- l'urbanizzazione della zona adiacente al sito espositivo nel quartiere de El Born;
- l'inaugurazione del Mercat del Born, di Josep Fontserè, costruito tra il 1884 e il 1886;
- l'inaugurazione delle Golondrinas, imbarcazioni turistiche che davano la possibilità ai visitatori di godere di una vista dal mare della città di Barcellona;
- l'illuminazione delle principali strade di Barcellona (Las Ramblas, il Passeig de Colom, la Plaça de Sant Jaume e delle strade interne al sito espositivo).